# Ћустендилска област
Ћустендилска област (буг. Област Кюстендил) се налази у западном делу Бугарске. Ова област заузима површину од 3,051 km² и има 160.700 становника. Административни центар Ћустендилске области је град Ћустендил.

## Списак насељених места у Ћустендилској области
Градови су подебљани

### Општина Бобов Дол
Бабино,
Бабинска Река,
Блато,
Бобов Дол,
Голема Фуча,
Гољам Врбовник,
Големо Село,
Горна Козница,
Долистово,
Коркина,
Локвата,
Мала Фуча,
Мали Врбовник,
Мало Село,
Мламолово,
Новосељане,
Паничарево,
Шатрово

### Општина Бобошево
Бадино,
Блажиево,
Бобошево,
Висока могила,
Вуково,
Доброво,
Каменик,
Скрино,
Слатино,
Сопово,
Усојка,
Циклово

### Општина Кочериново
Бараково,
Боровец,
Бураново,
Драгодан,
Кочериново,
Крумово,
Мурсалево,
Пороминово,
Стоб,
Фролош,
Црвиште

### Општина Ћустендил
Багренци,
Берсин,
Блатец,
Бобешино,
Богослов,
Буново,
Гирчевци,
Горановци,
Горња Брестница,
Горња Граштица,
Горњо Ујно,
Грамаждано,
Граница,
Гурбановци,
Грбино,
Грљано,
Ћуешево,
Двориште,
Дождевица,
Долна Граштица,
Доњо Село,
Доњо Ујно,
Драговиштица,
Жабокрт,
Жеравино,
Жиленци,
Ивановци,
Каменичка Скакавица,
Катриште,
Коњаво,
Копиловци,
Коприва,
Кутугерци,
Кршалево,
Ћустендил,
Лелинци,
Леска,
Лисец,
Лозно,
Ломница,
Мазарачево,
Вратца,
Нови Чифлик,
Ново Село,
Николичевци,
Пиперков Чифлик,
Полетинци,
Полска Скакавица,
Преколница,
Радловци,
Раненци,
Режинци,
Раџавица,
Арсово,
Савојски,
Сажденик,
Скрињано,
Слокоштица,
Совољано,
Стенско,
Таваличево,
Трновлаг,
Трсино,
Церовица,
Црешново,
Црвена јабалка,
Црвендол,
Црвењано,
Чудинци,
Шипочано,
Шишковци,
Јабалково

### Општина Невестино
Ваксево,
Ветрен,
Длахчево-Сабљар,
Долна Козница,
Друмохар,
Еремија,
Згурово,
Илија,
Кадровица,
Лиљач,
Мрводол,
Невестино,
Неделкова Граштица,
Пастух,
Пелатиково,
Раково,
Рашка Граштица,
Смоличано,
Страдалово,
Тишаново,
Црварица,
Чеканец,
Четирци

### Општина Рила
Падала,
Пастра,
Рила,
Рилски манастир,
Смочево

### Општина Сапарева Бања
Овчарци,
Ресилово,
Сапарева Бања,
Сапарево

### Општина Дупница
Баланово,
Бистрица,
Блатино,
Грамаде,
Дељан,
Дјаково,
Јахиново
Крајни дол,
Крајници,
Кременик,
Палатово,
Пиперево,
Самораново,
Дупница,
Тополница,
Червен брег,
Џерман

### Општина Трекљано
Брест,
Базовица,
Габрешевци,
Горњи Коритен,
Горњо Кобиле,
Добри Дол,
Доњи Коритен,
Доњо Кобиле,
Драгојчинци,
Злогош,
Киселица,
Косово,
Метохија,
Побит Камак,
Средорек,
Сушица,
Трекљано,
Уши,
Чешљанци